# Atak w Bondi Junction (2024)
Atak w centrum handlowym w Bondi Junction – atak z użyciem noża, do którego doszło 13 kwietnia 2024 roku w centrum handlowym Westfield Bondi Junction w Bondi Junction na przedmieściach Sydney w Australii. W wyniku ataku zginęło 7 osób, w tym 40-letni nożownik, a 12 innych osób odniosło rany.

## Tło
Atak miał miejsce w centrum handlowym Westfield Bondi Junction, które jest 15. największym centrum handlowym w Australii i 4. największym w okolicach Sydney.

## Przebieg
Napastnik wtargnął z nożem do centrum handlowego ok. godz. 15:20 po południu. Według naocznych świadków sprawca zachowywał się w momencie ataku chaotycznie oraz sprawiał wrażenie osoby działającej w amoku. Niektórzy z klientów rzucali w napastnika różnymi przedmiotami znajdującymi się w centrum, chcąc go obezwładnić lub odwracali jego uwagę.
Sprawca, według świadków, był widziany w okolicach centrum handlowego kilkanaście minut przed atakiem, około godz. 15:10. Następnie miał wrócić z nożem i zacząć atakować ludzi w wejściu do centrum handlowego (sam atak trwał kilkanaście minut i zakończył się przed 16:00).
Napastnik został zastrzelony przez przybyłą na miejsce zdarzenia policjantkę.

## Sprawca
Sprawca został zidentyfikowany przez policję jako 40-letni Joel Cauchi z Brisbane. Według policji nie kierował się on motywami terrorystycznymi, a kluczowym czynnikiem mogły być jego problemy z psychiką. Pierwszy raz zdiagnozowano u niego schizofrenię gdy miał 17 lat. Jego rodzice skontaktowali się z policją, gdy zauważyli, że w telewizji pokazywane są nagrania z kamer z ataku; rodzice sprawcy rozpoznali na nich swojego syna.
Cauchi ogłaszał się w internecie jako męska prostytutka do towarzystwa; ostatnie z takich ogłoszeń zamieścił tydzień przed dokonaniem masakry.

## Reakcje
Premier Australii Anthony Albanese nazwał atak straszliwym aktem przemocy oraz złożył kondolencje ofiarom, ich rodzinom i osobom rannym w zdarzeniu. Policjantkę, która zastrzeliła mordercę nazwał bohaterką.
Atak został również potępiony przez władze stanu Nowej Południowej Walii z tymczasowo zastępującą w obowiązkach premiera stanu Penny Sharpe na czele. Sharpe przekazała, że jest osobiście wstrząśnięta atakiem w centrum handlowym. Kondolencje wyraził też Chris Minns, premier Nowej Południowej Walii, którego tymczasowo zastępowała Sharpe.
Wydarzenie zostało również potępione przez innych czołowych australijskich polityków, w tym przez Petera Duttona, Marka Speakmana, Jacintę Allan, Stevena Milesa, Rogera Cooka, Petera Malinauskasa czy Jeremy’ego Rockliffa.
Kondolencje dla Australijczyków przesłali także przywódcy międzynarodowi jak król Wielkiej Brytanii Karol III, premier Wielkiej Brytanii Rishi Sunak, premier Nowej Zelandii Christopher Luxon czy papież Franciszek.
Był to najtragiczniejszy pod względem liczby ofiar atak w Australii od 2017 roku, kiedy to doszło do ataku z użyciem samochodu w Melbourne, w którym zginęło 6 osób, a ponad 30 zostało rannych.